# Punta Arenas
Punta Arenas é uma comuna e cidade portuária do Chile. Capital da Região de Magallanes y Antártica Chilena. Está localizada na Península de Brunswick e nas proximidades do Estreito de Magalhães, na Patagônia. Fundada há 176 anos, em 18 de dezembro de 1848, a 62 quilómetros a norte do antigo povoado de Forte Bulnes.
Antes da abertura do canal do Panamá em 1914 foi o principal porto na navegação entre os oceanos Pacífico e Atlântico, por sua localização geográfica.
Punta Arenas possui uma população do 150.826 pessoas (2008). Seus habitantes têm raízes europeias, principalmente croatas, espanhóis, suíços, iugoslavos e galeses, além de alguns moradores de Chiloé que se mudaram para o sul de Punta Arenas.
A imigração croata até Punta Arenas foi um determinante do desenvolvimento da região de Magalhães e da cidade, em particular. Atualmente, essa influência pode ser visto nos nomes de muitas lojas e edifícios. De acordo com algumas referências a 50% da população de Punta Arenas são descendentes de croatas.
Sua economia é baseada principalmente em atividades portuárias e de serviços.  É um dos pontos de partida dos cruzeiros que tem como destino a Antártida.
A comuna limita-se: a leste com Porvenir, Primavera e Timaukel; a norte com Laguna Blanca; a sul com Cabo de Hornos; a oeste com Río Verde.

## Toponímia
"Punta Arenas" provêm da tradução para a língua castelhana do nome dado pelos marinheiros ingleses a este lugar, "Sandy Point". Em português seu nome sería Ponta Areias. 

## Galeria

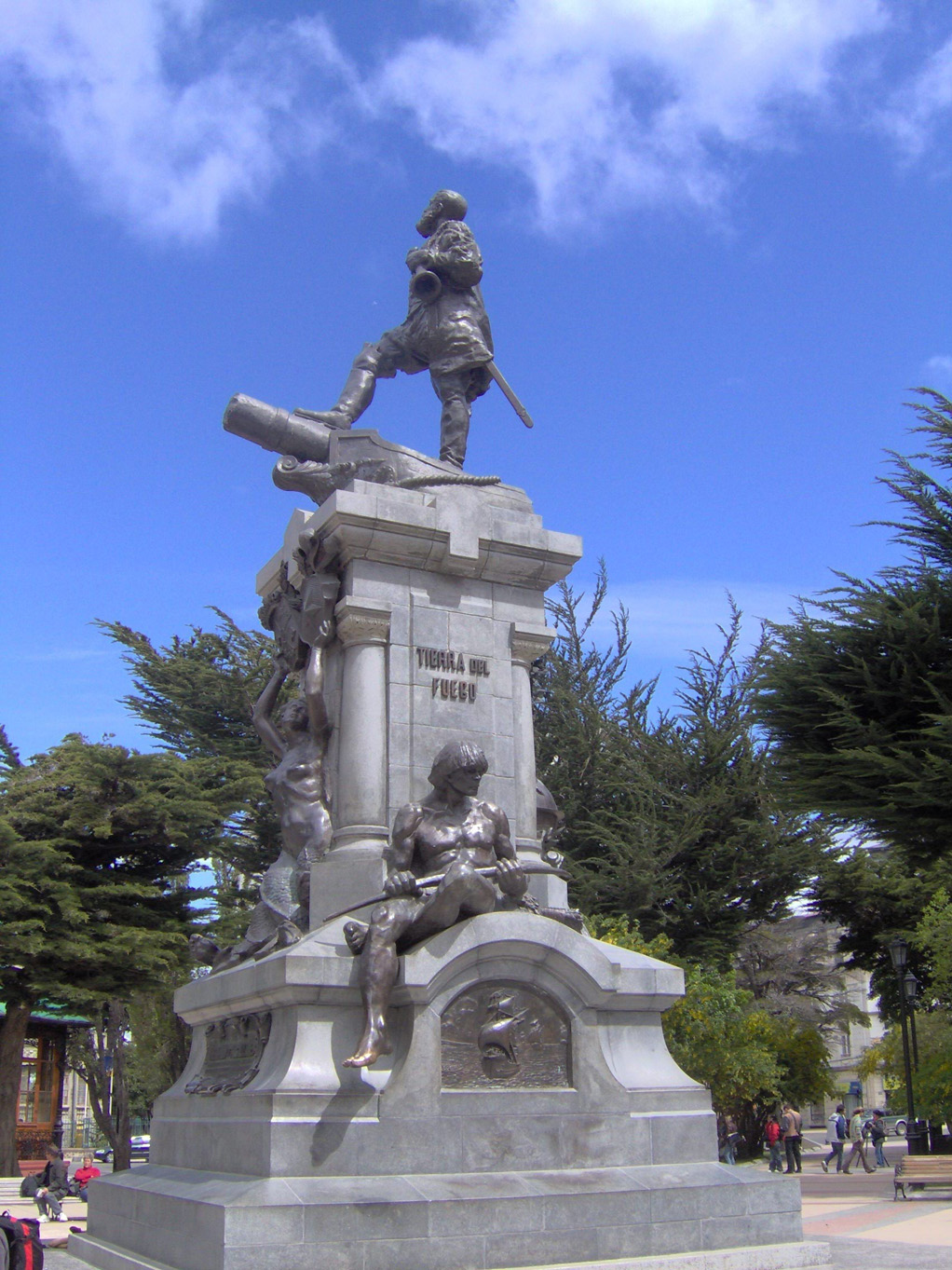
Monumento a Fernão de Magalhães
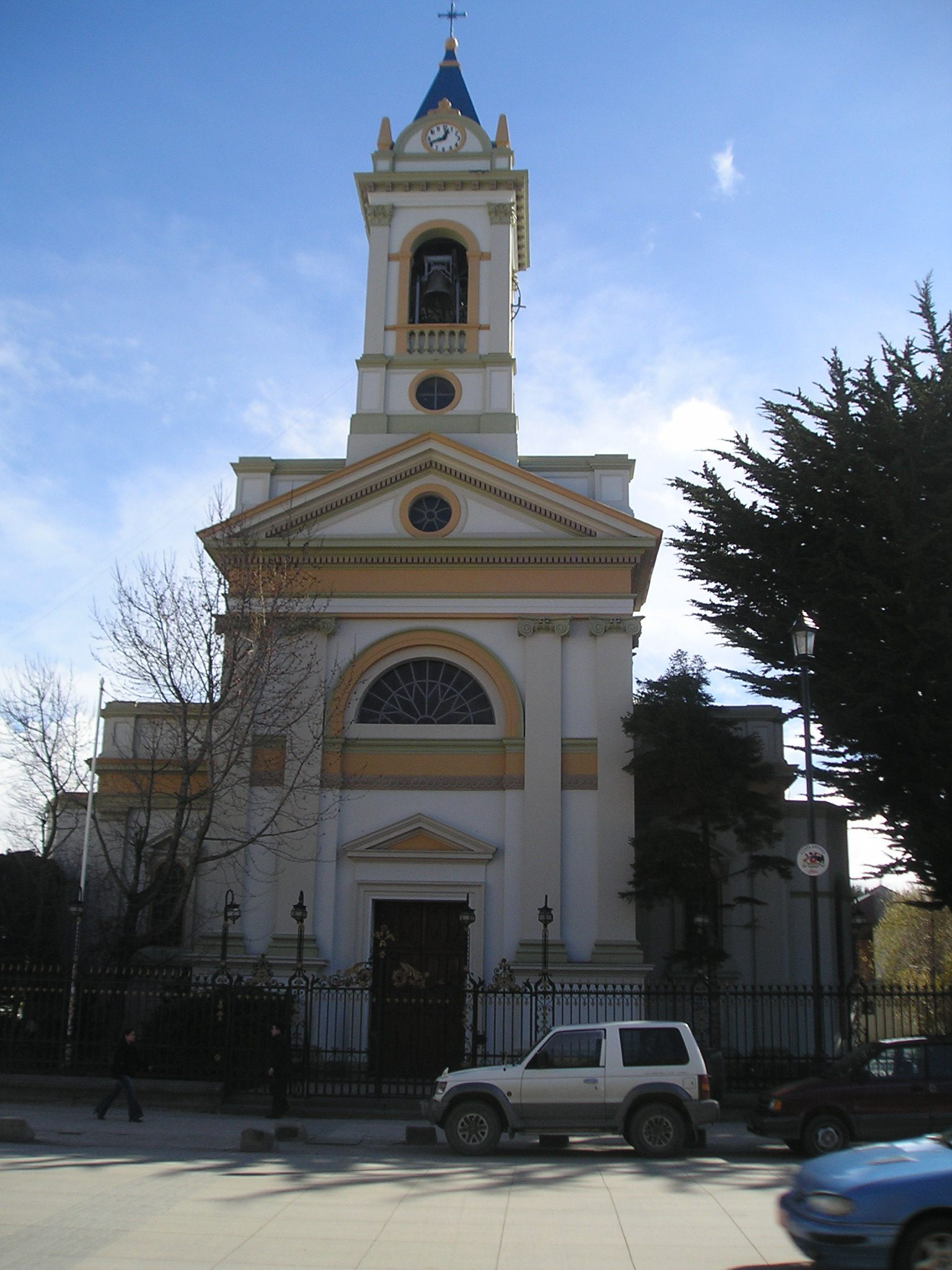
Catedral de Punta Arenas